# Marcel Méran
Marcel Méran (Bordeaux, 4 ottobre 1871 – L'Isle-Adam, 9 aprile 1949) è stato un velista francese.
Partecipò ai giochi della II Olimpiade di Parigi nel 1900 a bordo di Scamasaxe con i fratelli Michelet. Vinse la medaglia di bronzo nella gara olimpica della classe da mezza a una tonnellata.

## Palmarès
| Anno | Manifestazione | Sede   | Evento         | Risultato |
| ---- | -------------- | ------ | -------------- | --------- |
| 1900 | Olimpiadi      | Parigi | Classe ½-1 ton | Bronzo    |